# Bengt Johansson
Karl Bengt Johansson (ur. 4 stycznia 1926 w Hallsberg, zm. 9 kwietnia 2008 w Arboga) – szwedzki zapaśnik walczący w stylu klasycznym. Dwukrotny olimpijczyk. Zajął piąte miejsce w Helsinkach 1952 w kategorii do 52 kg i siódme w Melbourne 1956 w tej samej kategorii.
Złoty medalista mistrzostw świata w 1950 i brązowy w 1951. Trzeci na mistrzostwach Europy w 1949 roku.
Trzynaście razy zdobył tytuł mistrza Szwecji w 1949, 1950, 1951, 1952, 1956, 1957 i 1962 w stylu klasycznym. W 1949, 1951, 1952, 1954, 1958, 1965 w stylu wolnym.

## Letnie Igrzyska Olimpijskie 1952
| Konkurencja          | Rundy eliminacyjne    | Rundy eliminacyjne   | Rundy eliminacyjne    | Rundy eliminacyjne    | Klas. końcowa |
| Konkurencja          | Przeciwnik I          | Przeciwnik II        | Przeciwnik III        | Przeciwnik IV         | Miejsce       |
| -------------------- | --------------------- | -------------------- | --------------------- | --------------------- | ------------- |
| 52 kg styl klasyczny | Franz Brunner (AUT) Z | Edmond Faure (FRA) Z | Maurice Mewis (BEL) Z | Ignazio Fabra (ITA) P | 5.            |

## Letnie Igrzyska Olimpijskie 1956
| Konkurencja          | Rundy eliminacyjne | Rundy eliminacyjne     | Rundy eliminacyjne         | Klas. końcowa |
| Konkurencja          | Przeciwnik I       | Przeciwnik II          | Przeciwnik III             | Miejsce       |
| -------------------- | ------------------ | ---------------------- | -------------------------- | ------------- |
| 52 kg styl klasyczny | wolny los Z        | Borivoje Vukov (YUG) P | Dumitru Pârvulescu (ROM) P | 7.            |